# Rig (Veranstaltungstechnik)
Als Rig wird in der Veranstaltungstechnik die Aufhängung von Lasten bezeichnet, während der Aufbauprozess als so genanntes Veranstaltungsrigging bekannt ist. Dabei kommen unter anderem Traversen (Fachjargon: Truss, deutsch „Fachwerk“) zum Einsatz, um beispielsweise Lautsprecher, Scheinwerfer und Videotechnik aufzuhängen.